# Kreisjahrbuch Bernkastel-Wittlich
Das Kreisjahrbuch Bernkastel-Wittlich ist eine seit 1977 erscheinende heimatkundliche Zeitschrift mit einer Auflage von 4500–5000 Exemplaren.
Die Aufgabe des Jahrbuchs wird darin gesehen, „wissenswerte Informationen aus Geschichte und Gegenwart in den Grenzen des Kreisgebiets zur Information der Kreisbevölkerung zu veröffentlichen,“ womit es auch „eine identitätsstiftende Funktion“ habe.
Eine jährlich aktualisierte, in Sach-, Autoren-, Personen- und Ortsregister untergliederte Bibliografie steht online zur Verfügung.